# Liste des vice-présidents de Prusse
La liste des vice-présidents de Prusse présente la liste des hommes politiques dont le rôle est de remplacer le ministre-président de Prusse.
Ce poste a été créé par Bismarck pour que sa charge de travail soit moins grande, étant donné que le ministre-président de Prusse occupe en même temps le poste de chancelier du Reich (excepté entre 1892-1894) jusqu'en 1918.
Le vice-président a une position importante en dirigeant les affaires du gouvernement de Prusse. La moitié des hommes politiques occupant ce poste était également vice-chanceliers et donc représentaient le ministre-président également au niveau de l'empire.
| Nom                                                     | Date de début de mandat | Date de fin de mandat |
| ------------------------------------------------------- | ----------------------- | --------------------- |
| Otto von Camphausen                                     | 1873                    | mars 1878             |
| Otto zu Stolberg-Wernigerode également vice-chancelier  | 29 mai 1878             | 17 juin 1881          |
| Robert Viktor von Puttkamer                             | 8 octobre 1881          | 8 juin 1888           |
| Karl Heinrich von Boetticher également vice-chancelier  | 16 août 1888            | 1er juillet 1897      |
| Johannes von Miquel                                     | 1er juillet 1897        | 5 mai 1901            |
| Theobald von Bethmann Hollweg également vice-chancelier | 24 juin 1907            | 14 juillet 1909       |
| Clemens von Delbrück également vice-chancelier          | 16 août 1914            | 22 mai 1916           |
| Paul von Breitenbach (de)                               | 22 mai 1916             | 9 novembre 1917       |